# Craig Mann
Craig Mann (Oakville) é um sonoplasta canadense. Venceu o Oscar de melhor mixagem de som na edição de 2015 por Whiplash, ao lado de Ben Wilkins e Thomas Curley.